# 笠井叡
笠井 叡（かさい あきら、1943年11月25日 - ）は、舞踏家、振付家、オイリュトミスト。 

## 概要
1943年、三重県生まれ。明治学院大学経済学部卒業。父の笠井寅雄は札幌高等裁判所判事などを歴任した裁判官だったが、洞爺丸事故で死去。
江口隆哉と宮操子にモダンダンス、ジャン・ヌーボにパントマイム、千葉昭則にクラシック・バレエを学んだのち、大野一雄の門を叩く。そこで土方巽と出会い、ともに前衛舞踊活動を始める。土方巽の「バラ色ダンス——A LA MAISON DE M. CIVECAWA（澁澤さんの家の方へ）」に出演した。ヨガも学ぶ。「タンホイザー」など舞踏作品を発表。
神秘主義、神智学への造詣が深く、グルジエフ、シュタイナー、ウスペンスキー、バタイユ、密教、神道、古インド神秘思想、キリスト教神秘主義など多岐に渡って探求し、その理論的な成果に「天使論」がある。
1979年より1985年までドイツ留学。シュトゥットガルトのオイリュトメウム（シュタイナー・オイリュトミー学校）在籍。エルゼ・クリンクらに学ぶ。オイリュトミーとシュタイナーの神智学を学ぶ。帰国後、オイリュトミーとダンスを平行して活動を続ける。
1971年、武蔵国分寺跡近くの自宅の庭に「天使館」と名付けた個人スタジオ形式の稽古場を開設。以来渡独期間を除き、ここで舞踏やオイリュトミーを教授してきた。
2005年、天使館はより学校に近い形式で再スタートを切った。
2009年、ニムラ舞踊賞受賞。
2014年、『日本国憲法を踊る』により第64回芸術選奨文部科学大臣賞舞踊部門受賞。

## ダンス思想
- 「舞踏」はジャンルや様式ではなく、むしろ「身体に向かう態度」であり、「ようするに、舞踏というのは意識を変容させるものであって、形をつくるものではない」、たとえばニジンスキーは「牧神の午後」以降は「舞踏」であり、それ以前はバレエであったと語る（『土方巽の舞踏』慶應義塾大学出版会、62ページ)。

## エピソード、伝説
- 本人いわく「ダンスを始めたのは、18歳のとき人から薦められたから」（笠井本人からの聞き書き）
- 1970年代に行われた「ソドムの120日」という公演で、弟子の山崎広太が師匠である笠井を食う演技をみせた。ドイツ留学は、山崎の力量にショックを受けたため、という噂がある（広く知られた噂。複数の舞踏関係者から聴取）。
- よく似た背格好の女性ダンサー二人を起用した作品を好んで作る（初期天使館メンバーからの聞き書き）。
- 自宅の池を埋め立てて「天使館」を建てた。（笠井本人からの聞き書き）
- ドイツ語は堪能だが、英語はほとんど話せない。（笠井本人からの聞き書き）
- 長男・笠井爾示(写真家), 次男はオイリュトミスト笠井禮示（笠井禮示オイリュトミー）、三男はコンテンポラリー・ダンサー笠井瑞丈である。
- 詩人吉岡実は笠井叡のファンのひとりであった。
- 俳人加藤郁乎、フランス文学者澁澤龍彦と親交があった。
- はじめて土方巽の踊りをみたのは、1963年4月の堂本正樹演出リサイタル「降霊館死学」（於草月会館ホール）においてで、非常な感銘を受けたという。
- 「花粉革命」のポストパフォーマンストークには、漫画家の萩尾望都が参加した。
- 「舞踏界のニジンスキー」と呼ばれた（広く知られた事実。公演チラシなどにしばしばこう書かれている）。
- 「舞踊」との違いを表すための言葉を求めていた笠井叡は、「垂直的なイメージ」がある「舞踏」という言葉を、処女公演で使用した。当時、土方巽は「暗黒舞踊」と称しており、笠井の発案を受けて、採用されたといわれる。（『土方巽の舞踏』前掲書,p.60)
- 詩人鷲巣繁男は「天使論」執筆に協力している。
- 宗教学者鎌田東二は、「天使論」に影響を受けた。リュウジとトウジ往復書簡 2003年3月17日付書簡

## 上演履歴
- 1963年10月　「犠儀」朝日講堂、共演：大野一雄
- 1964年5月　「花」都市センターホール
- 1965年7月　全日本芸術舞踊協会第四回創作舞踊公演にて「乳母車」高井富子共作
  - 11月　暗黒舞踏派提携公演「バラ色ダンス」出演
- 1966年7月  暗黒舞踏派解散公演「性愛恩懲学指南図絵ートマト」出演
  - 8月　處女瑠祭他瑠「磔刑聖母：舞踏集第壱輯」公演（共同振付：大野一雄、土方巽、共演　高井富子、銀座ガスホール）
- 1967年5月 「O嬢の物語」都市センターホール
  - 10月　「舞踏への招宴」第一生命ホール
- 1968年8月　「稚児之草子」新宿厚生年金会館小劇場
- 1969年6月　「タンホイザー」厚生年金会館小劇場
  - 第一回舞踊批評家協会賞受賞
- 1971年4月、天使館を創立
  - 10月　「丘の麓」代々木八幡青年座、客演：大野一雄
- 1972年1月　「タンホイザー」厚生年金会館小劇場
  - 8月　「三つの秘儀のための舞踏會」厚生年金会館小劇場
  - 「天使論」上梓（編集担当：川仁宏）
- 1973年6月-9月　「七つの封印」赤坂国際芸術家センター
- 1974年7月　「天照大御神への鎮魂の舞ひ」赤坂国際芸術家センター
  - 10月　「伝授の門─現代における秘儀とは何か」法政大学学生会館大ホール
  - 11月　「幻想庭園」天使館舞踏公演（早稲田大学本部構内）
- 1975年3月　「黄泉比良坂」目黒公会堂
- 1976年1月　「月讀蛭子」独舞踏公演、第一生命ホール
  - 3月　「トリスタンとイゾルデ」独舞踏公演、九段会館ホール
  - 9月　　「個的秘儀としての聖霊舞踏のためにI」独舞踏公演、第一生命ホール
  - 12月　「物質の未来」独舞踏公演、第一生命ホール
  - 第8回舞踊批評家協会賞受賞
- 1977年4月　「化学の劇場-竜の姿をした愛欲の母なるティアマット」独舞踏公演、朝日生命ホール
  - 5月　「個的秘儀としての聖霊舞踏のためにII」独舞踏公演、道新ホール
  - 7月　「化学の劇場-冥王の妃ティアマット」独舞踏公演、朝日生命ホール
- 1978年1-2月「エーテル宇宙誌のための天使館における連続公演：土星期」天使館
  - 2-3月　「エーテル宇宙誌のための天使館における連続公演：太陽期」天使館
  - 3-4月　「エーテル宇宙誌のための天使館における連続公演：月期」天使館
  - 5月　「エーテル宇宙誌のための天使館における連続公演：地球期＜内面の旅＞」天使館
  - 6月　「エーテル宇宙誌のための天使館における連続公演：木星期」天使館
  - 7月　「エーテル宇宙誌のための天使館における連続公演：金星期」天使館
  - 8月　「エーテル宇宙誌・第七期 消滅期」「七惑星の記憶と黄道十二宮を巡る舞踏スンダラ」朝日生命ホール
  - 10月　「天使館薔薇十字舞踏展」天使館
- 1979年1月　「悲惨物語」第一生命ホール
  - 3月　「ソドム百二十日」第一生命ホール
  - 5月　「死美人-エドガー・アラン・ポーに寄せて」第一生命ホール
  - ドイツ留学
- 1985年　帰国、オイリュトミーの普及活動に従事
- 1994年1月「セラフィータ―鏡の性器を持つ私の女」発表。15年ぶりの舞踏公演となる。
  - 6月　「三島由紀夫の修羅」
- 1995年、サンフランシスコ公演、韓国ソウル公演
  - 5月　「夢の遠近法」
  - 7月、「我が黙示録」湘南台文化センター市民シアター
- 1996年、北米・南米ツアー
- 1997年　「人は肉体をたずさえて死者の世界へおもむくか?」サンフランシスコ
  - 「カサイキサヌキカンパニー」木佐貫邦子とのコラボレーション
- 1998年　「Exusiai」サンフランシスコ、「Tenkyu」ローマ公演
- 1999年　「青空」演出・振付
  - 「Yes,No,Yes,No」木佐貫邦子とのコラボレーション
- 2000年　「白鳥の湖」振付
  - 「Tintura 2」シカゴコロンビアカレッジ
- 2001年　「Spinning Spiral Shaking Strobo」出演　笠井叡、木佐貫邦子、近藤良平、安藤洋子、上村なおか
  - 「花粉革命」発表。この作品がきっかけとなり、北米をはじめ海外公演を行うことになった。
- 2002年8月21日、JADE土方メモリアル「病める舞姫」において、大野一雄と40年ぶりのデュオ
  - 12月、伊藤キムとのデュオ「銀河計画」公演
- 2003年、「いとしいジャンポール」公演、「nobody Eve」振付
- 2004年3月、大野慶人とのデュオ「め」公演
- 2006年、日独共同制作「蜃気楼」振付
  - 音楽家高橋悠治とのデュオ「透明迷宮」公演
- 2007年1月、大野一雄　百歳の年　ガラ公演「百花撩乱」出演

## 著書
- 「天使論」1972年、現代思潮社
- 「聖霊舞踏」1977年、現代思潮社
- 「神々の黄昏」1979年、現代思潮社
- 「ダンス・ドゥーブル」写真家笠井爾示（ちかし）との共著、オシリス
- 「銀河革命」写真集、2004年、現代思潮社、ASIN 4329004364
- 「未来の舞踊」2005年、ダンスワーク舎
- 「私の読書遍歴」『文学界』2005年7月号、文藝春秋
- 「カラダという書物 (Le livre de luciole)」2011年、書肆山田
- 「カラダと生命―超時代ダンス論」2016年、書肆山田
- 「金鱗の鰓を取り置く術」2017年、現代思潮新社